# 白井博文
白井 博文（しらい ひろふみ、1938年1月1日 - ）は、日本の政治家、裁判官、弁護士。元山口県山陽小野田市長（3期）。

## 来歴
山口県山陽小野田市出身。九州大学法学部卒業。
1968年から2002年12月まで裁判官を務めた。2003年1月、法律事務所を開設。2005年3月まで旧小野田市顧問弁護士を務めた。

## 選挙
- 2005年4月 - 旧小野田市と旧山陽町の合併で発足した山陽小野田市の初代市長に当選。67歳。（旧小野田市議会議長石川宜信を破る）
- 2009年4月 - 山陽小野田市長選挙で再選。71歳。（元市建設部長坂辻義人を破る）
- 2013年4月 - 山陽小野田市長選挙で3選[3]。
- 2020年4月 - 旭日中綬章受章[4]。